# Wallie Abraham Hurwitz
Wallie Abraham Hurwitz (Joplin (Missouri), 18 de fevereiro de 1886 — Ithaca (Nova Iorque), 6 de janeiro de 1958) foi um matemático estadunidense. Trabalhou com análise matemática. Obteve o doutorado na Universidade de Göttingen em 1910, orientado por David Hilbert. Em 1912 tornou-se professor do Departamento de Matemática da Universidade Cornell, onde permaneceu até morrer em 1958, com 71 anos de idade.
A biblioteca particular de Hurwitz tinha aproximadamente três mil livros, destre estes muitos livros sobre criptografia, diversos dos quais foram emprestados pela Marinha dos Estados Unidos no início da Segunda Guerra Mundial porque não havia cópias deles na Biblioteca do Congresso. Hurwitz tinha amplo conhecimento de música e uma grande coleção de notas, comentários, programas e recordações relacionadas de Gilbert e Sullivan. Ele investiu de forma brilhante no mercado de ações, vendendo pouco antes da Quebra do Mercado de Ações de 1929. Hurwitz deixou sua herança para as universidades de Missouri, Harvard e Universidade Cornell.

## Publicações
- com R. G. D. Richardson: «Note on determinants whose forms are certain integrals». Bull. Amer. Math. Soc. 16 (1): 14–19. 1909. MR 1558831
- «On the pseudo-resolvent to the kernel of an integral equation». Trans. Amer. Math. Soc. 13 (4): 405–418. 1912. MR 1500925
- «Note on mixed linear equations». Bull. Amer. Math. Soc. 18 (6): 291–294. 1912. MR 1559206
- «Note on the Fredholm determinant». Bull. Amer. Math. Soc. 20 (8): 406–408. 1914. MR 1559509
- «Mixed linear integral equations of the first order». Trans. Amer. Math. Soc. 16 (2): 121–133. 1915. MR 1501004
- com Louis Lazarus Silverman: «On the consistency and equivalence of certain definitions of summability». Trans. Amer. Math. Soc. 18 (1): 1–20. 1917. MR 1501058
- «An expansion theorem for a system of linear differential equations of the first order». Trans. Amer. Math. Soc. 22 (4): 526–543. 1921. MR 1501184
- «Report on topics in the theory of divergent series». Bull. Amer. Math. Soc. 28 (1–2): 17–36. 1922. MR 1560496
- «Characteristic parameter values for an integral equation». Bull. Amer. Math. Soc. 31 (9–10): 503–508. 1925. MR 1561106
- «A trivial Tauberian theorem». Bull. Amer. Math. Soc. 32 (1): 77-82. 1926. MR 1561159
- «On Bell's arithmetic of Boolean algebra». Trans. Amer. Math. Soc. 30 (2): 420–424. 1928. MR 1501435
- com David Clinton Gillespie: «On sequences of continuous functions having continuous limits». Trans. Amer. Math. Soc. 32 (3): 527–543. 1930. MR 1501551